# Abkari
Abkari  foi um imposto, aplicado nas índias orientais, sobre licenças para casas de jogo, venda de ópio, licores e outros produtos.